# Dorfmühle (Großkarlbach)
Die Dorfmühle in der rheinland-pfälzischen Ortsgemeinde Großkarlbach war früher eine Mühle, die durch Wasserkraft angetrieben wurde. Nach ihrer Restaurierung dient sie als Schaumühle und beherbergt das Mühlenmuseum Leiningerland Großkarlbach; einige Räume werden für Bürgermeisteramt und Gemeindearchiv sowie für Jugend, Senioren und Tagungen genutzt.

## Geographische Lage
Die Dorfmühle mit der Anschrift Kändelgasse 15 liegt auf einer Höhe von 117 m im historischen Ortszentrum links des Eckbachs, von dessen Wasser ihre beiden Mühlräder einst angetrieben wurden. Von den ehemals sieben Mühlen Großkarlbachs war sie die einzige, die innerhalb der Tore des im Mittelalter befestigten Dorfes lag, woraus sich auch ihre Bezeichnung herleitet. An der Mühle vorbei führt der 1997 auf Initiative des Kleinkarlbacher Mühlenexperten Wolfgang Niederhöfer geschaffene Eckbach-Mühlenwanderweg. Fünf der Mühlen des Ortes sind noch mehr oder minder gut erhalten, vier werden zu Wohnzwecken genutzt. Von ihnen war die Pappelmühle bis in die 1980er Jahre in Betrieb.

## Anlage
Die Anlage der Dorfmühle besteht aus einem gewachsenen Gebäudekomplex, der sich etwa in Südwest-Nordost-Richtung entlang des Eckbachs erstreckt und dessen drei Bauten einander übergehen. Das mittig gelegene Haupthaus mit Krüppelwalmdach besitzt zwei gemauerte Vollgeschosse aus roh bearbeiteten Bruchsteinen, die Giebelflächen sind mit Fachwerkblenden versehen. Auf beiden Etagen sind die Mühlentechnik sowie das Museum untergebracht. Im Erdgeschoss befinden sich zusätzlich die Amtsstube des Bürgermeisters und ein Mehrzweckraum. Ebenfalls über jeweils zwei Stockwerke verfügen die Anbauten. Der westliche enthält diverse kleinere Räume und die hölzerne Innentreppe, der östliche im gemauerten Erdgeschoss den Seniorenraum und im Fachwerk-Obergeschoss, das über eine Außentreppe mit Galerie – beide aus Holz – zugänglich ist, Jugendräume. Der östliche Anbau trägt ein Walm-, der westliche ein Satteldach.
Gemauerte Außenwände und Gefache sind weißgrau verputzt, während Holzblenden, Stirnbretter und Balken aller drei Gebäude in einem tiefen Rotbraun gehalten sind. Einige der Holzteile weisen alte Schnitzereien auf. Hölzerne Klappläden, mit denen nicht alle Fenster versehen sind, sowie Türen wurden dunkelgrün, freiliegende Sandsteinteile wie Fenster- und Türgewände hellgrau gestrichen. Die Farbgebung wurde von der Denkmalpflege gemäß den überkommenen Spuren festgelegt.

## Baugeschichte

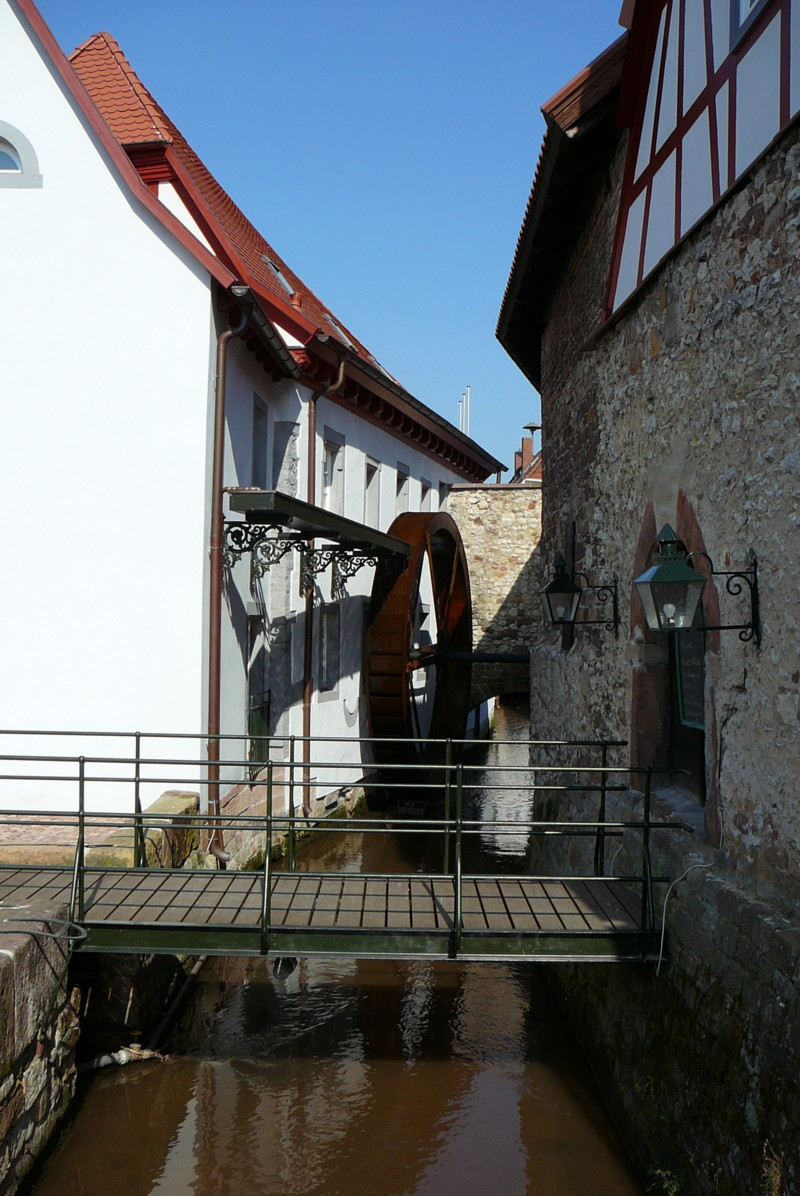
Dorfmühle (links) von Südwesten mit dem Schatten werfenden „Kandel“

Die Dorfmühle war eine sogenannte Bannmühle, d. h., die Dorfbewohner waren verpflichtet, ihr Getreide dort und nur dort mahlen zu lassen. Sie existiert spätestens seit 1602, als ein Erbauungs-, möglicherweise auch schon ein Renovierungsjahr in den Türsturz eingemeißelt wurde. Ein schriftliches Zeugnis von 1605 weist erkennbar auf sie hin, allerdings noch ohne Namensnennung. Erstmals namentlich erwähnt wurde sie während des Dreißigjährigen Kriegs, und zwar in der Jahresrechnung des Domstiftes Worms von 1632/33. Dort trug der damalige Einnehmer Johann Conrad Fellßen unter dem Titel „Korn Mühlenpacht“ bei Großkarlbachs Nachbarort Dirmstein ein:
Aus einem Inventarium von 1815 geht hervor:

„Eine Mahlmühle mit zwei Mahlgängen, einem Schälgang und Stallung, genannt die Dorfmühle, in Großkarlbach gelegen, einerseits der Eckbach, anderseits die Kändelgasse, mit allem Zubehör und den dazu gehörigen Gerätschaften, nämlich neue Wannen, ein vollständiges Multergeschirr (Maß und Gewichte), zwei Beutel, vier Siebe, zwei Billen, eine Zweispitze (Hämmer und Werkzeuge zum Behauen der Mahlsteine), eine Säge und ein neues Wasserrad, geschätzt 2500 Gulden. Eine Scheune in der Back- oder Simonsgasse, geschätzt zu 500 Gulden. An Äckern und Weinbergen: 32 Äcker und Weinberge, geschätzt zu 6415 Gulden. Das Gesamtvermögen wurde auf 7050 Gulden und 2 Kreuzer geschätzt.“

1841 wurde das Anwesen durch die Gemeinde erworben, um die Mühlentechnik auszubauen. Überflüssig wurde damit die Aufstauung des Eckbachs zur Erzeugung der Wassermenge, die für mehrere gleichzeitig ablaufende Mahlgänge gebraucht wurde und regelmäßig mit einer Überschwemmung auf der Kändelgasse verbunden war.
Während des 20. Jahrhunderts wurde die Mühle allmählich baufällig. Obwohl der 1969 aufgelöste Landkreis Frankenthal (Pfalz) sich bereits 1957 mit Restaurierungsabsichten getragen hatte, wurde das Bauwerk erst ab 1997 – ebenfalls angeregt durch Wolfgang Niederhöfer – wenigstens notdürftig in seiner Bausubstanz gesichert. Nach Beschluss einer Bürgerversammlung im Jahre 2000 wurde die Mühle zwischen 2002 und 2007 durch etwa 60 Großkarlbacher Bürger in Eigeninitiative restauriert und gebrauchsfähig ausgebaut. Die Mitglieder des aus rechtlicher Notwendigkeit 2006 gegründeten Fördervereins Mühlenmuseum Leiningerland Großkarlbach und eine Gruppe ehrenamtlicher Helfer um den ortsansässigen Restaurator Hubert Schneider leisteten dabei unentgeltlich etwa 10.000 Arbeitsstunden im Wert von über 120.000 Euro, zusätzlich spendeten Bürger, Firmen und Vereine über 35.000 Euro. Zuschüsse gewährten die EU, das Land Rheinland-Pfalz und die Verbandsgemeinde Grünstadt-Land, die 2018 in der neu gebildeten Verbandsgemeinde Leiningerland aufging. Der Gesamtaufwand für Sanierung und Restaurierung belief sich auf 1,02 Mio. Euro.
Die offizielle Einweihung des geschützten Kulturdenkmals erfolgte am 22. Juni 2007 durch den damaligen rheinland-pfälzischen Innenminister Karl Peter Bruch.

## Mühlenmuseum
2007 wurde in der Dorfmühle das Mühlenmuseum Leiningerland Großkarlbach eröffnet.
Zu Demonstrationszwecken wurde ein Mühlrad neu eingebaut, das samt weiteren alten Teilen von einer abgebauten Mühle in Grafenhausen (Schwarzwald) übernommen werden konnte. Historische Ausstellungsstücke wurden auch durch ehemalige Mühlen aus Kleinkarlbach, Laumersheim, Osthofen und Talsteußlingen zur Verfügung gestellt. Der Wert der Sachspenden wird auf mindestens 100.000 Euro geschätzt.
Wie die beiden ursprünglichen Mühlräder hängt auch das neu installierte oberhalb des Wasserspiegels und wird oberschlächtig angetrieben. Es wird mit Eckbachwasser beschickt, das durch eine Elektropumpe im Bachbett über eine Rohrleitung nach oben befördert wird. Vor dem Obergeschoss wird es über eine hölzerne, mit Blech ausgeschlagene Rinne hinter dem Scheitelpunkt auf das Mühlrad geleitet, so dass die Drehrichtung die gleiche ist wie bei einem unterschlächtigen Betrieb (und die Drehgeschwindigkeit – wie früher – durch Hoch- oder Stauwasser des Eckbachs gesteigert werden könnte). Mittels einer ähnlichen Rinne, damals „Kandel“ genannt, wurde das Wasser früher etwa 1 km weiter oben vom Eckbach abgeleitet und über diese Strecke herangeschafft. Weil der auf Stelzen verlaufende Kandel im Wesentlichen zwischen dem Eckbach und der Gasse links daneben geführt wurde, bekam diese ihren noch heute gültigen Namen „Kändelgasse“. Der alte Kandel besaß im Unterschied zum Eckbach nur ein minimales Gefälle, so dass bis zur Dorfmühle eine Niveaudifferenz von lediglich etwa 5 statt 13 m zustande kam, was die beschriebene Betriebsart ermöglichte.
Der Großkarlbacher Arnold Gieser baute in über 400 Arbeitsstunden ein Modell der heutigen Anlage im Maßstab 1:10, das im Mühlenmuseum ausgestellt ist. Das Museum ist jeweils am 2. und 4. Sonntag im Monat von 14 bis 17 Uhr geöffnet, Führungen sind nach Absprache auch zu anderen Zeiten möglich.